# Əminli
Əminli è un comune dell'Azerbaigian situato nel distretto di Masallı. Conta una popolazione di 923 abitanti.